# Гольдин, Рудольф Исаакович
Рудольф Исаакович Гольдин (4 января 1931, Мурманск, Ленинградская область — 25 апреля 1965, Москва) — советский автогонщик. Чемпион СССР. Мастер спорта СССР.

## Биография
В 1953—1956 годах проходил срочную военную службу. В 1957 году начал работать в московском таксомоторном парке № 2. Начинал заниматься автоспортом, участвовал в чемпионате СССР по кольцевым гонкам (вместе с А. Галкиным; сход).
В 1958 году гонялся на спортивном автомобиле собственной конструкции. В 1959 году построил второй спортивный автомобиль собственной конструкции «Москва» (моторы ГАЗ-20 и ГАЗ-21).
В 1960 году участвовал в чемпионате СССР по кольцевым гонкам (группа В). В 1961 году выиграл чемпионат СССР группы В, одержав победу в Каунасе. Чемпион Москвы по кольцевым гонкам.
В 1962 году занял 10 место в чемпионате СССР группы А. Получил звание мастера спорта. В 1963 году в гонках на автомобиле «формулы-5» (свободной) выиграл чемпионат Белорусской ССР.
В 1964 году перешёл таксомоторный парк № 3, начал участвовать в гонках «формулы-3» на «Melkus-63». Участвовал в чемпионате СССР, выиграл чемпионаты общества «Спартак» и Белорусской ССР.
25 апреля 1965 года во время гонки в честь тридцатилетия общества «Спартак» погиб в аварии. Похоронен на Востряковском кладбище Москвы.